# Ally Brooke
Ally Brooke   (San Antonio, 7 de juliol de 1993) és una cantant i compositora nord-americana. És coneguda principalment per formar part del grup femení Fifth Harmony, que es va formar en la segona temporada de The X Factor.

## Biografia
Brooke va néixer en San Antonio (Texas) el 7 de juliol de 1993. El seu nom és Allyson Brooke Hernández. Té un germà gran anomenat Brandon. Brooke va néixer sis setmanes prematurament i va pesar només 1 lliura, 14 unces. La cantant és mexico-nord-americana.

## Carrera musical

### The X Factor
Hernández, va audicionar per a la segona temporada de la versió nord-americana de The X-Factor a Austin, Texas cantant «On My Knees» de Jaci Velasquez rebent un «sí» dels quatre jutges va avançar a la següent etapa, el bootcamp. Durant la primera ronda del bootcamp Ally cant «Somebody That I Used To Know» de Gotye, en la ronda final del bootcamp es va enfrontar amb la concursant Julia Bullock amb la cançó «Knockin On Heaven's Door».
Va ser eliminada, però més tard va tornar a l'escenari juntament amb Dinah Jane, Camila Cabell, Lauren Jauregui i Normani Kordei per formar el grup femení que més endavant es va donar a conèixer com a Fifth Harmony, classificant-se així per a la categoria "Grups". Durant l'etapa de les "Cases dels Jutges", les noies van cantar «Impossible» de Shontelle i van ser seleccionades per a les gales en directe, sent apadrinades per Simon Cowell. El grup va signar un acord conjunt amb Syco Music, propietat de Simon Cowell, i Epic Records, segell discogràfic de L.A. Reid, després d'acabar en tercer lloc en el xou.

### Fifth Harmony
El 22 d'octubre de 2013, van llançar el seu EP debut Better Together. En la primera setmana va aconseguir el lloc número sis a la llista nord-americana Billboard 200, el seu primer senzill «Miss Movin' On», va entrar a la llista de Billboard Hot 100 i va ser certificat or als Estats Units. A l'any següent, el video va guanyar el premi the artist to watch en els MTV Video Music Awards.
El grup va llançar el seu primer àlbum d'estudi titulat Reflection al febrer de 2015 debutant al número cinc en el Billboard 200 i número 1 en Billboard Digital Albums. L'àlbum va ser certificat or als Estats Units per RIAA i doble platí a Brasil. L'àlbum inclou els senzills «Boss», «Sledgehammer» i «Worth It». Tots certificats platí. L'últim àlbum va aconseguir la certificació de triple platí als Estats Units i es va posicionar en el top 10 en tretze països.
El 27 de maig de 2016 el grup va llançar el seu segon àlbum titulat 7/27, que va debutar al lloc quatre de la llista Billboard 200. L'àlbum va ser certificat or als Estats Units per RIAA, a Polònia va ser certificat or i platí a Brasil. «Work from Home», el senzill principal del seu segon àlbum, es va convertir en el primer top 10 del grup en el Billboard Hot 100 i el primer top 5 d'un grup de noies en una dècada.

### Projectes com a solista
El 9 de juny de 2017, Brooke va col·laborar amb el duet de DJs Lost Kings i al costat del raper ASAP Ferg amb el tema «Look at Us Now». La cançó va debutar en el número trenta de la llista Hot Dance/Electronic Songs de Billboard.
El 24 de gener de 2018, la cantant va ser convidada a l'escenari al costat del cantant Plácido Domingo per interpretar el tema «Bésame mucho» al centre de convencions Henry B. González a la seva ciutat natal Sant Antonio (Texas).
El 26 de gener de 2018 va llançar el tema «Perfect» en col·laboració amb el DJ alemany Topic. El tema va ser interpretat per primera vegada en una presentació realitzada exclusivament per als fanàtics i organitzada per Ultres Music Rècord a Los Angeles. El senzill va aconseguir el lloc trenta-vuit de la llista Hot Dance/Electronic Songs de Billboard, el lloc setanta-tres a Àustria i a Alemanya va debutar en el lloc noranta-vuit.
El 4 de març de 2018 va realitzar un medley durant el programa "Red Carpet Rundown: Oscars 2018", realitzat pel canal E!. Brooke va interpretar els temes més reconeguts de la categoria millor cançó original dels Premis Óscar com «My Heart Will Go On» i «Beauty and the Beast». El 8 de març va interpretar «Perfect» al programa nord-americà Wild 'n Out. El 20 de març va interpretar novament el senzill en l'esdeveniment de caritat titulat We Day en el Curtis Culwell en Garland, Texas.
A l'abril de 2018 va confirmar que estaria treballant en el seu primer àlbum com a solista i a l'agost del mateix any va anunciar un contracte amb Latium Entertainment i Atlantic Records, el 23 de novembre va sortir la cançó "Vámonos" en el que va aparèixer com a col·laboradora.

## Discografia
Amb Fifth Harmony
Com a solista
- 2017: «Look At Us Now» (ft. Lost Kings & A$AP Ferg)
- 2018: «Anem-nos» (ft. DJ Kris Kross Amsterdam & Messiah)
- 2018: «Perfect» (ft. Topic)
- 2019: «Low Key» (ft. Tyga)
- 2019: «Lip's Don't Lie» (ft. A Boogie wit Dona Hoodie)
- 2019: «Higher» (ft. Matoma)
- 2019: «No Good»
- 2020: «All Night» (with Afrojack)
- 2020: «Fabulous»

## Crèdits de cançons compostes
| Any  | Títol                     | Artista        | Àlbum           | Notes       | Ref.   |
| ---- | ------------------------- | -------------- | --------------- | ----------- | ------ |
| 2013 | «Don't Wanna Dance Alone» | Fifth Harmony  | Better Together | Coescritora | [ 25 ] |
| 2013 | «Who Are You»             | Fifth Harmony  | Better Together | Coescritora | [ 25 ] |
| 2013 | «Em & My Girls»           | Fifth Harmony  | Better Together | Coescritora | [ 25 ] |
| 2017 | «Sauced Up»               | Fifth Harmony  | Fifth Harmony   | Coescritora |        |
| 2017 | «Make You Mad»            | Fifth Harmony  | Fifth Harmony   | Coescritora |        |
| 2017 | «Messy»                   | Fifth Harmony  | Fifth Harmony   | Coescritora |        |
| 2017 | «Bridges»                 | Fifth Harmony  | Fifth Harmony   | Coescritora |        |
| 2018 | «Perfect»                 | Topic i Brooke |                 | Compositora | [ 26 ] |

## Tour
Amb Fifth Harmony
Com a solista
- 2020: Time To Shine Tour

## Filmografia
| Any     | Títol                          | Rol          | Notes                                           |
| ------- | ------------------------------ | ------------ | ----------------------------------------------- |
| 2012–13 | The X Factor O.S.              | Ella mateixa | 22 episodis (2012), Convidada: 1 episodi (2013) |
| 2014    | Faking It                      | Ella mateixa | Episodi: "L'èxtasi i l'agonia"                  |
| 2015    | Barbie: Life in the Dreamhouse | Ella mateixa | Episodi: "Sisters' Fun Day"                     |
| 2016    | El Camí                        | Ella mateixa | Episodi: "Fifth Harmony: El Camí"               |
| 2018    | Famous in Love                 | Ella mateixa | Episodi: "The Players"                          |
| 2019    | Dancing with the Stars         | Ella mateixa | Participant, temporada 28                       |

| Any       | Títol                  | Paper        | Notes                |
| --------- | ---------------------- | ------------ | -------------------- |
| 2014-2016 | Fifth Harmony Takeover | Ella mateixa | Web-sèrie documental |

## Premios y nominaciones
| Any  | Premis             | Categoria               | Treball nominat         | Resultat   | Ref.          |
| ---- | ------------------ | ----------------------- | ----------------------- | ---------- | ------------- |
| 2017 | Premis BMI London  | Premi cançó pop         | «All in My Head (Flex)» | Guanyadora | [ 27 ]        |
| 2018 | Premis BMI Pop     | Premi cançó             | «All in My Head (Flex)» | Guanyadora | [ 28 ]        |
| 2018 | Teen Choice Awards | Cançó electrònica/dance | «Perfect» (amb Topic)   | Nominada   | [ 29 ] [ 30 ] |